# 岡本常彦
岡本 常彦（おかもと つねひこ、生没年不詳）とは、幕末から明治時代にかけての四条派の画家。

## 略歴
岡本豊彦の門人。一説に豊彦の弟岡本助之丞の子ともいわれる。字は確乎、通称は典馬、号は菱邨。岡山の人で作画期は幕末から明治期にかけてとされる。

## 作品
- 「岡山城内博覧会図」 大判錦絵5枚続 - 明治12年、岡山浜田町武内蔵版[2]
- 「東游紀行画稿」 肉筆画 岡山正宗文庫所蔵